# Tomomi Fujimura
Tomomi Fujimura (født 30. maj 1978) er en tidligere japansk fodboldspiller. Hun har tidligere spillet for Japans kvindefodboldlandshold.

## Japans fodboldlandshold
| Japans landshold | Japans landshold | Japans landshold |
| År               | Kmp              | Mål              |
| ---------------- | ---------------- | ---------------- |
| 1997             | 1                | 0                |
| 1998             | 0                | 0                |
| 1999             | 6                | 0                |
| 2000             | 6                | 0                |
| 2001             | 4                | 1                |
| 2002             | 3                | 0                |
| Total            | 20               | 1                |